# Gérard Marchant
Pour les articles homonymes, voir Marchant.
Gérard Marchant, né le 11 mars 1813 à Saint-Béat (Haute-Garonne) et mort le 21 juin 1881 à Toulouse, est un psychiatre toulousain. 

## Biographie
Gérard Marchant exerce dans les années 1830 à l'hôpital de La Grave. Puis, entré en fonction en 1858 à l'asile de Braqueville (le futur Hôpital Gérard-Marchant), il y soignera ses pensionnaires en suivant les principes d'Esquirol qui fut son professeur. Il meurt en 1881, assassiné par l'un de ses patients. Il est inhumé dans la Cour d'honneur du centre hospitalier situé à Toulouse, RN20 dite « Route d'Espagne ».

## Décoration
- Chevalier de la Légion d'honneur (1869)[1]